# 헤수스 나바스
헤수스 나바스 곤살레스(스페인어: Jesús Navas González, 1985년 11월 21일 ~ )는 스페인의 전 축구 선수로, 포지션은 윙어, 풀백이었다.
커리어 대부분을 스페인 라리가의 세비야에서 뛰었으며, UEFA컵과 코파 델 레이를 포함한 8개의 주요 타이틀을 획득했다. 스페인 국가대표로 15년을 뛰며 월드컵과 2번의 유로 우승을 경험했다.

## 클럽 경력

### 세비야 FC
자타공인 세비야의 레전드로, 구단 역대 최다 출전자로 이름을 올리고 있다. 2번의 국왕컵, 4번의 UEFA 유로파리그, 1번의 수페르코파, 1번의 UEFA 슈퍼컵 우승을 함께하였다. 맨시티에서 돌아온 이후 풀백으로 포지션을 변경하였고, UEFA 유로파리그 MVP에 선정되는 등 제2의 전성기를 맞이하였다.

### 맨체스터 시티

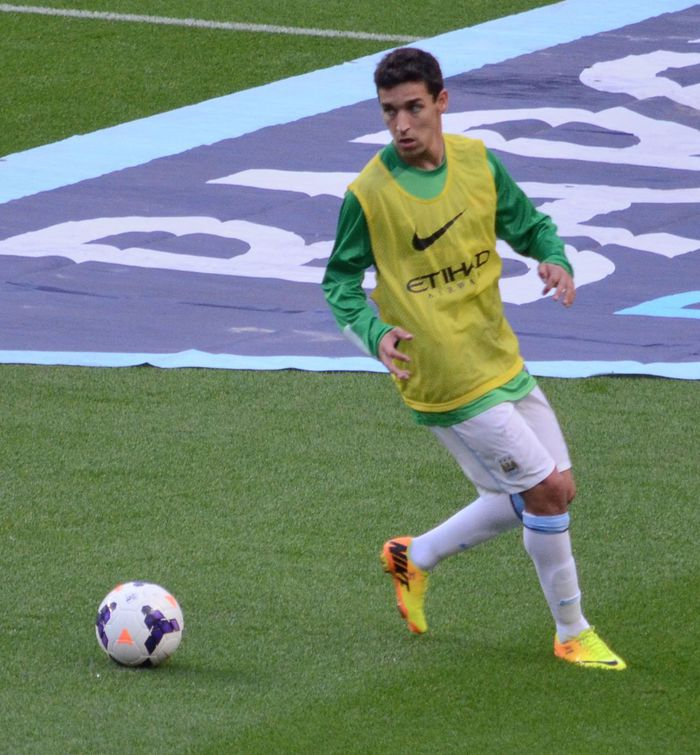
맨체스터 시티에서 훈련을 하고 있는 나바스

2013년 6월 12일, 그는 오랫동안 몸을 담구었던 세비야를 떠나 맨체스터 시티로 이적하였다. 이적료는 영국 매체 스카이스포츠와 BBC는 1490만 파운드(약 263억 원)라고 추측했고, 더 선은 2100만 파운드(약 370억 원)라고 전했다. 또한 맨시티와 나바스의 계약기간에 대해 알려지지 않은 가운데 BBC는 4년 계약을 맺었다고 하였다.나바스는 "맨시티는 흥미진진한 계획을 세우는 팀이다. 나는 이 곳에서 뛸 수 있는 기회를 잡게 되어 매우 행복하다"며 "맨시티는 내게 많은 믿음을 보여주었고, 그 믿음에 대해 그라운드에서 보답하고 싶다"고 이적에 대한 소감을 전했다. 또한 "프리미어리그는 매우 빠르고 경쟁력 있는 축구를 구사하지만, 나는 내 플레이를 프리미어리그에 맞출 수 있을 것이다. 매우 기다려지는 일이다"라며 프리미어리그 무대에 대한 기대감도 나타냈다.
이적후 나바스는 2013년 8월 19일에 맨체스터 시티에서 데뷔전 뉴캐슬 유나이티드전에서 경기 종료 직전 90분에 자신의 데뷔골을 뽑아내면서 팀은 4-0 승리를 기록하였다. 그리고 11월 24일에는 토트넘전에서 전반전 1분만에 선제골을 넣었고 후반전 막판에 결승골을 넣어 2골을 기록하였다.
2014년 3월 2일에는 풋볼 리그 컵 2013-14 결승전, 선덜랜드와의 경기에서 2-1로 이기고 있다가 그의 팀의 세번째 골로 3-1 승리를 하여 우승을 확정지었다.

## 국가대표 경력
- 2010 FIFA 월드컵 남아프리카공화국 국가대표
- 유로 2012 폴란드-우크라이나 국가대표
- 2013 FIFA 컨페더레이션스컵 브라질 국가대표
- 유로 2024 독일 국가대표

## 출전 통계
| 클럽          | 시즌        | 출전 | 득점 |
| ------------- | ----------- | ---- | ---- |
| 세비야 B      | 2002-03     | 6    | 0    |
| 세비야 B      | 2003-04     | 29   | 3    |
| 세비야 B      | 2004-05     | 4    | 0    |
| 세비야        | 2003-04     | 6    | 0    |
| 세비야        | 2004-05     | 30   | 3    |
| 세비야        | 2005-06     | 48   | 2    |
| 세비야        | 2006-07     | 42   | 2    |
| 세비야        | 2007-08     | 53   | 4    |
| 세비야        | 2008-09     | 49   | 5    |
| 세비야        | 2009-10     | 51   | 10   |
| 세비야        | 2010-11     | 28   | 2    |
| 세비야        | 2011-12     | 43   | 5    |
| 세비야        | 2012-13     | 45   | 1    |
| 세비야        | 합계        | 395  | 34   |
| 맨체스터 시티 | 2013-14     | 48   | 6    |
| 맨체스터 시티 | 2014-15     | 47   | 1    |
| 맨체스터 시티 | 2015-16     | 52   | 1    |
| 맨체스터 시티 | 2016-17     | 36   | 0    |
| 맨체스터 시티 | 합계        | 183  | 8    |
| 세비야        | 2017-18     | 44   | 3    |
| 세비야        | 2018-19     | 44   | 2    |
| 세비야        | 2019-20     | 47   | 0    |
| 세비야        | 2020-21     | 43   | 0    |
| 세비야        | 2021-22     | 33   | 0    |
| 세비야        | 2022-23     | 49   | 0    |
| 세비야        | 2023-24     | 36   | 0    |
| 세비야        | 2024-25     | 16   | 1    |
| 세비야        | 합계        | 312  | 6    |
| 세비야 합계   | 세비야 합계 | 705  | 40   |
| 통산          | 통산        | 926  | 50   |

## 수상

#### 세비야 FC
- 국왕컵 : 2006–07, 2009–10
- 수페르코파 데 에스파냐 : 2007
- UEFA 유로파리그 : 2005–06, 2006–07, 2019–20, 2022-23
- UEFA 슈퍼컵 : 2006

#### 맨체스터 시티 FC
- 프리미어리그 : 2013-14
- EFL컵 : 2013–14, 2015–16

#### 스페인 축구 국가대표팀
- FIFA 월드컵 : 2010
- UEFA 유로 : 2012, 2024
- UEFA 네이션스리그 : 2022-23

### 개인
- 라리가 최우수 공격형 미드필더 : 2009-10
- UEFA 유로파리그 최우수 선수 : 2022-23
- UEFA 유로파리그 시즌의 팀 : 2019-20, 2022-23
- 스페인 왕립 스포츠 협회 금십자상 : 2011
- 안달루시아 주 스포츠 어워드 : 2024
- 세비야 아틀레티코 홈구장 명명